# Френска кухня
Френската кухня условно се разделя на три части: общо разпространена, областна и изискана, пример за която е придворната кухня на френските крале.
Още в древността Париж е център на културната и икономическата дейност във Франция и като такъв дава начало на повечето френски майстори кулинари. Малките пазарчета в Париж стават едни от най-важните места за дистрибуция на храна и се управляват от гилдиите. От своя страна те са на подчинение на местната власт, както и на Френската корона.
Италианците пренасят във Франция готварското изкуство. Френските готвачи доразвиват и обогатяват своята кухня, използвайки големия асортимент от продукти и превръщайки я в най-добрата в света. Почти във всички кухни се срещат наименованията супа, сос, ордьовър, еклер, саварина, меню, галантин.
При френската средновековна кухня банкетите били често срещани в аристократичните среди. Приготвяли се многобройни блюда, които били сервирани по начин, наричан service en confusion или „всички едновременно“. Храната обикновено се ядяла с ръка, месото се режело на големи късове. Сосовете били много мазни и пикантни; били използвани и силно подправени горчици. Храненията често завършвали с т.нар. issue de table, което по-късно се превръща в част от съвременния десерт, състоящ се от бонбони, сирене и вино, овкусено с подправки. Външният вид бил високо ценен.
През XVII и началото на XVIII век се появява т.нар. haute cuisine или „висша кухня“. С началото на това течение се свързва прочутият готвач La Varenne, на когото се приписва и авторството на първата публикувана кулинарна книга във Франция. Книгата се състои от 2 раздела – един за месни ястия и друг за постни ястия. Тези рецепти слагат началото на промяната в стила на готвене от Средновековието към новите техники, целящи приготвянето на по-леки ястия.
Краят на XVIII и началото на XIX век е периодът на бурното развитие на френската кухня, слагащо край на гилдийната система. Така всеки кулинар можел да произвежда и продава какъвто кулинарен артикул желаел. По това време френската кухня става по-изтънчена, появяват се сосовете и суфлетата.
В средата на XIX век френските кулинари усвояват сервирането à la russe, при което блюдата се сервират поотделно. Типичното френско хранене се състои от топъл hors d'oeuvre (ордьовър) – или студен hors d'oeuvre за обяд, следван от супа, основно ястие, салата, сирене и десерт.
При французите е силно развито чувството, че за всяка храна съществува най-подходящото вино. Ястието се предхожда от аперитив (лека алкохолна напитка), след което може да последва дижестив (по-високо алкохолна напитка като коняк). Близката връзка между храната и виното визира еволюцията на великото кулинарно и винарско изкуство. Вероятно не е съвпадение, че най-големите кулинарни постижения във Франция се случват в най-добрите райони за отглеждане на грозде. В Бургундия, Бордо и Прованс виното в кулинарията има толкова голямо значение, колкото и като напитка.
В края на XIX и началото на XX век настъпва модернизация и „висшата кухня" се превръща в „националната кухня на Франция". Постепенно се оформя и съвременната структура на храненето. Начините на готвене имат за цел създаването на гарнитури, вече само допълващи вкуса и аромата на ястието, а не скриващи го както тежките сосове в миналото.
В началото на XX век подобрената транспортна инфраструктура разпространява кулинарната революция във всичките региони на Франция и с течение на времето разпростиращото се изобилие осигурява месо на трапезата на всеки селянин. Постепенно туризмът запалва огъня на промяната във френската обществена кухня, тъй като готвачите в ресторантите са длъжни да задоволяват вкуса на разширяващата се в географски смисъл клиентела, състояща се от англичани, японци, американци, както и французи, търсещи нови кулинарни изживявания.
В средата на XX век в кулинарния речник трайно се появява терминът „нова кухня" заедно с няколко нови принципа. На първо място се отрича сложността при готвенето. Намалява се времето за приготвяне на рибата, морските дарове, дивеча, телешкото месо и зеленчуците с цел да се запазят естествените им вкусови качества. Започват да се използват възможно най-пресните съставки и продукти, а менютата стават кратки и стегнати. Силните маринати за меса и гъстите брашнени сосове са изоставени в полза на пресни подправки, висококачествено масло, лимонов сок и оцет. Готвачите започват да обръщат внимание на специфичните особености на хранене на своите гости.